# 中亚短趾百灵
中亚短趾百灵（学名：Alaudala heinei）是雀形目百灵科的一种鸟类。

## 特征
中亚短趾百灵体重约24.1克，翼长约86.1毫米，嘴峰长约10.5毫米，喙宽度约4.2毫米，喙厚度约4.8毫米，跗蹠长约18.2毫米，尾长约54毫米。中亚短趾百灵是部分迁徙的鸟类，其栖息在开放的草原环境中，食性为杂食性。

## 亚种
- ：繁殖区从乌克兰和土耳其东部至哈萨克斯坦东部和蒙古南部；在中东和亚洲西南部越冬。
- ：繁殖区在土耳其中部（安纳托利亚高原）；部分迁徙，在叙利亚中部越冬。
- ：分布于伊拉克南部和伊朗至阿富汗东南部。[3]